# Стомахион

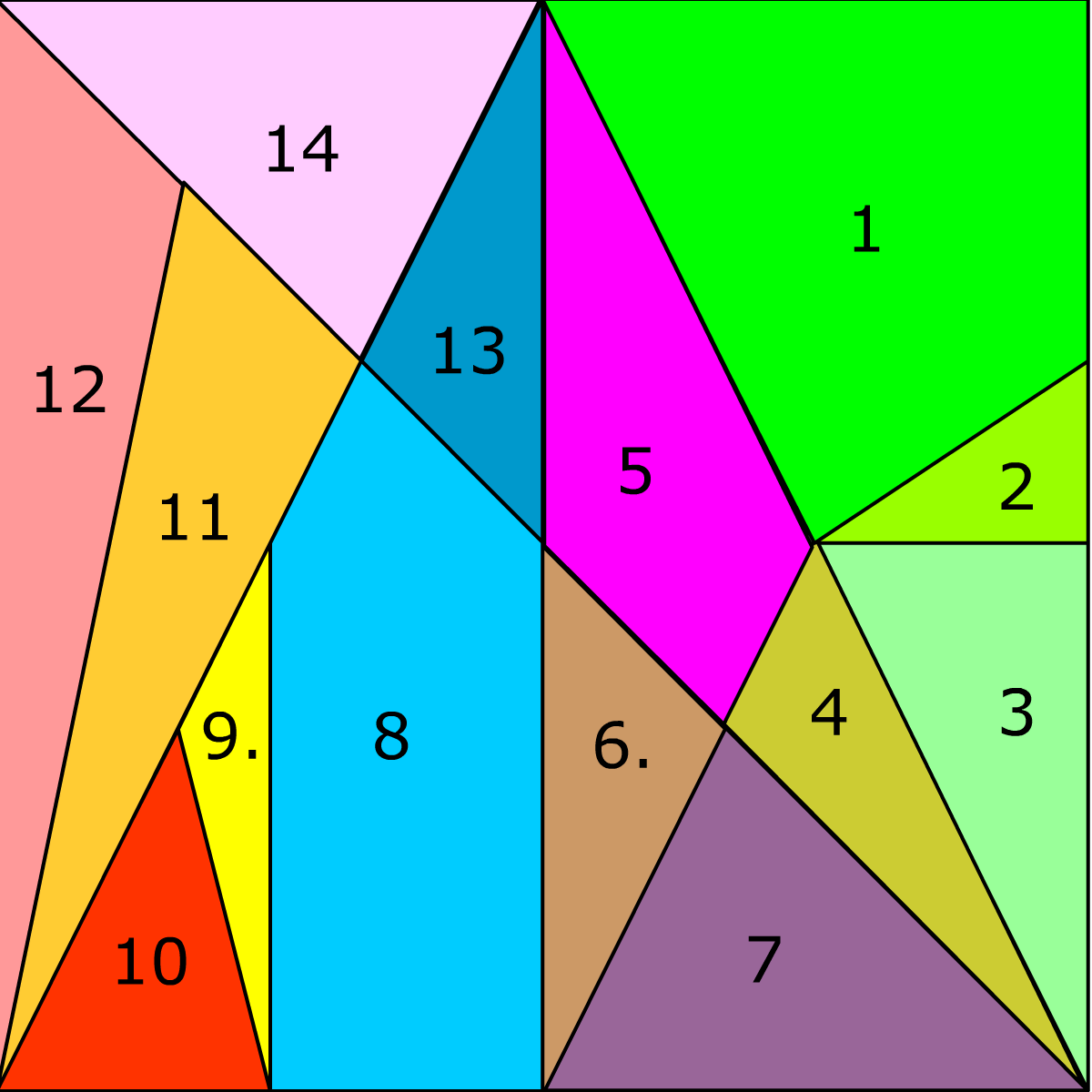
Один из 17152 способов сложения стомахиона.

Стомахион, остомахион (др.-греч. Ὀστομάχιον, лат. loculus Archimedius) — древнегреческий математический трактат, приписываемый Архимеду. Это сочинение дошло до нашего времени в сокращённом арабском переводе и единственной греческой копии, обнаруженной при исследовании палимпсеста Архимеда. Содержание трактата посвящёно анализу одноимённой игры «Стомахион» (головоломки наподобие танграма) целью которой было сложить квадрат из 14 частей.

## История
Арабский текст был обнаружен в 1899 году швейцарским учёным Генрихом Зутером, однако ещё крупнейший специалист первой половины XX века по научному наследию Архимеда Э. Дейкстерхёйс (1892—1965) не мог ничего определённого сказать о содержании этого трактата.
К моменту обнаружения текста трактата об игре стомахион было известно, что в ней требовалось сложить квадрат из 14 элементов. Арабская рукопись, обнаруженная Зутером, добавляла к этому знанию информацию об устройстве стомахиона. Об этой игре также упоминали античные авторы — Викторин, Цезий Басс, Эннодий и Лукреций.

## Перевод
Первый параграф «Стомахиона» был переведён первым исследователем палимпсеста, Й. Л. Гейбергом. Из этого текста следовало, что Архимед, путём измерения углов, пытался определять пригодность различных сочетаний фигур для решения задачи. На основе сведений от античных авторов, Гейберг понял текст в том смысле, что Архимед рассматривал возможность построения разнообразных не непрерывных фигур. 
Из этого следовало, что трактат был посвящён малоинтересному рассмотрению бесконечного множества таких фигур. После прочтения рукописи стало понятно, что предметом рассмотрения Архимеда в его трактате было определение количества различных комбинаций, с помощью которых можно было бы собрать квадрат. 
Результат 17 152 был получен в декабре 2003 года путём компьютерного перебора всех вариантов.